# Bourbonnais, Illinois
Bourbonnais är en ort (village) i Kankakee County, i delstaten Illinois, USA. Enligt United States Census Bureau har orten en folkmängd på 18 669 invånare (2011) och en landarea på 24,1 km².